# Mouret
Mouret is een gemeente in het Franse departement Aveyron (regio Occitanie) en telt 546 inwoners (2005). De plaats maakt deel uit van het arrondissement Rodez.

## Geografie
De oppervlakte van Mouret bedraagt 30,9 km², de bevolkingsdichtheid is 17,7 inwoners per km².
De onderstaande kaart toont de ligging van Mouret met de belangrijkste infrastructuur en aangrenzende gemeenten.

## Demografie
Onderstaande figuur toont het verloop van het inwonertal (bron: INSEE-tellingen).

Vanwege een beveiligingsprobleem met de MediaWiki Graph-software is het momenteel niet mogelijk deze grafiek weer te geven. Zodra de software is bijgewerkt zal de grafiek vanzelf weer zichtbaar worden.